# Exhérédation

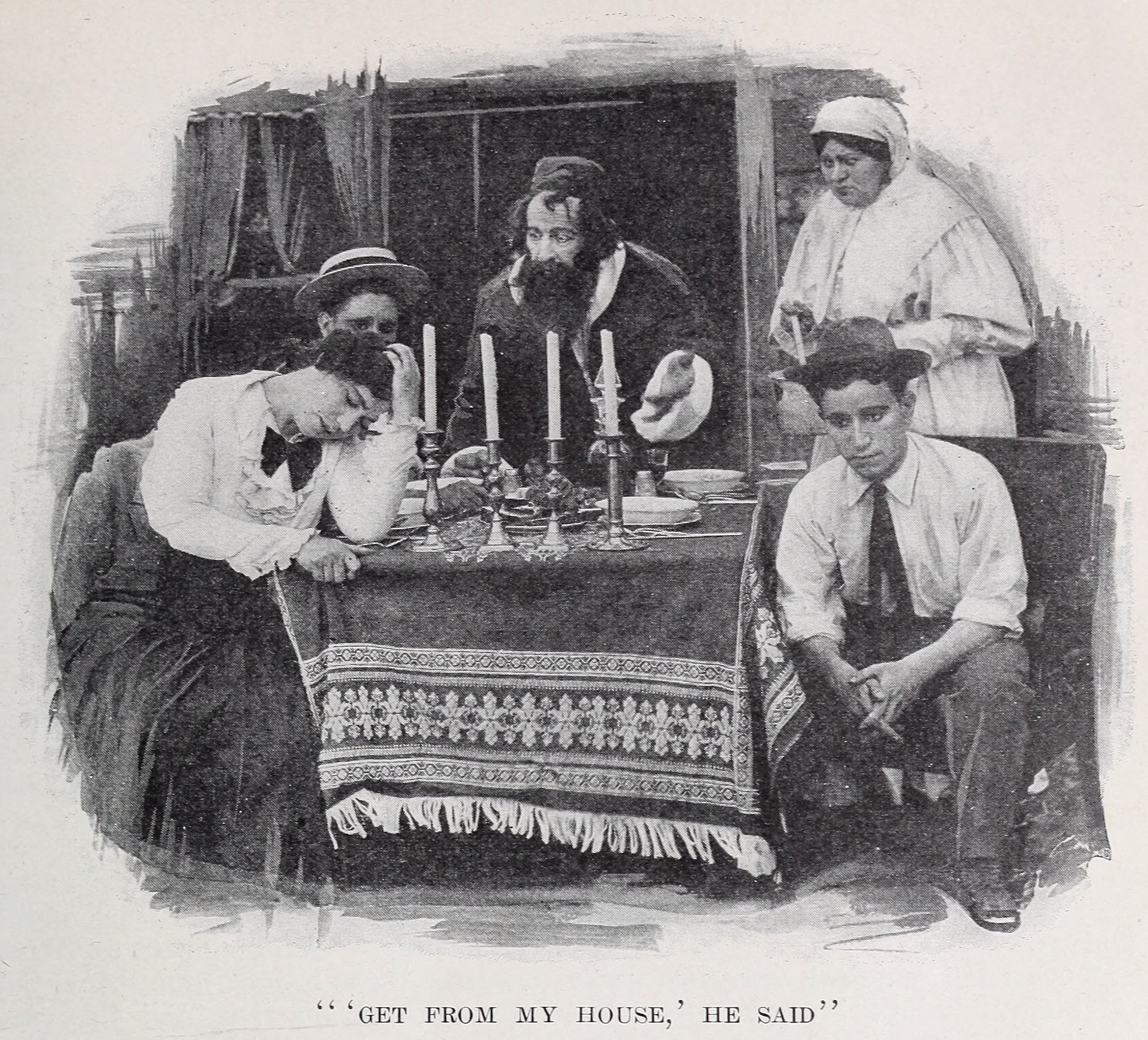
Isaac exhérédant sa fille dans le film The Jew's Christmas

L’exhérédation est un terme utilisé en droit des successions qui signifie le fait de déshériter une personne. Il désigne plus spécifiquement la clause testamentaire, légale ou coutumière, par laquelle cette personne se retrouve déshéritée.

## En France
L'exhérédation était l'action d'exclure un ou des héritiers de la succession, de les déshériter.
Il existait différentes formes d'exhérédation :
- exhérédation générale : le testateur, c'est-à-dire celui qui fait un testament, déshéritait ses héritiers sans indiquer à qui il léguait la propriété de ses biens
- exhérédation spéciale : dans ce cas, le testateur léguait tous ses biens à une ou plusieurs tierces personnes à l'exception de ses héritiers.
- exhérédation officieuse : le testateur lègue l'usufruit à telle personne et la nue-propriété à telle autre.
- Clause d'exhérédation de la quotité disponible : Cette forme de disposition testamentaire a été légalement supprimée car elle entraînait inutilement des procès longs et coûteux et créait des litiges entre des descendants réservataires.

L'exhérédation est devenue impossible en France en ce qui concerne les descendants, qui bénéficient d'une réserve. Elle reste cependant possible envers les ascendants, privilégiés ou non, et la loi prévoit des cas d'Indignité successorale.
Le terme est employé en 1866, au sujet de l'ancien monastère des jacobins, confisqué lors de la Révolution française revendu à la ville de Toulouse par le ministère de la Guerre : "Reprendre solennellement possession, après une exhérédation d'un demi-siècle, de l'un des beaux édifices du Midi..." ().

## Au Québec
Le Code civil du Québec, reconnaît le droit de contester judiciairement la validité d'un testament et, par là, confirme le droit fondamental de faire valoir ses droits.
L'exhérédation peut prendre la forme d'une clause pénale. Avant l'instauration du droit nouveau, cette clause était jugée nulle quand le testateur avait voulu assurer de cette manière l'exécution d'un testament qu'il savait nul, mais elle était jugée valide quand elle visait à empêcher des poursuites vexatoires ou futiles concernant la validité du testament.
Il ne faut pas confondre l'exhérédation avec la déshérence.

## En Suisse
En Suisse il faut distinguer le mot exhéréder du mot déshériter. L'exhérédation est le fait d'exclure de la succession un héritier réservataire (selon les cas, en Suisse peuvent être des héritiers réservataires les parents, le conjoint ou les descendants), qui a donc en principe droit à sa réserve. Pour cela il faut des conditions très strictes, qui sont énumérées aux articles 477 et suivants du Code civil. La deshéritation est par contre le fait de prévoir dans une disposition pour cause de mort qu'un héritier non réservataire ne recevra pas sa part d'héritage. Cela n'exige pas de condition particulière, la volonté du de cujus, exprimée dans une disposition pour cause de mort, suffit à elle seule.
Par exemple, si une personne meurt et laisse son conjoint comme seul héritier, la réserve de celui-ci s'élèverait à la moitié de la succession. S'il n'y a pas de testament, le conjoint survivant reçoit l'entier de la succession. Le de cujus peut aussi réduire son conjoint à sa réserve (par une disposition pour cause de mort): le conjoint aura donc la moitié de la succession. Toutefois, pour ne rien laisser à son conjoint, le de cujus devrait valablement l'exhéréder, selon les articles 477 et suivants du Code Civil.
Si par contre une personne meurt sans laisser d'héritiers réservataires (il a par exemple seulement un frère), il a la pleine liberté sur sa succession. S'il ne fait rien, le frère hérite de tout. Si par contre il désire laisser tout à une tierce personne, il le peut faire par une disposition pour cause de mort : le frère ne reçoit rien et il est donc déshérité (mais non pas exhérédé!).